# Appennino siculo

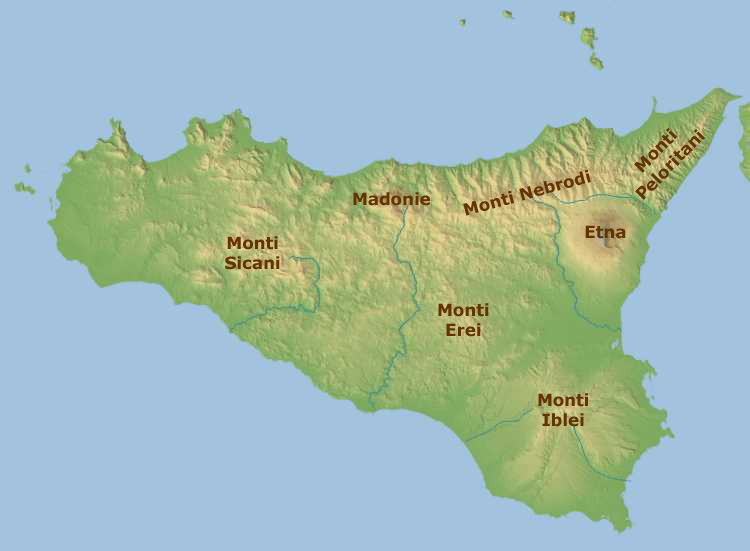
I complessi orografici della Sicilia

L'Appennino siculo è una suddivisione degli Appennini consistente nell'insieme di catene montuose a ridosso della costa nord-orientale della Sicilia, separato dall'Appennino calabro dallo Stretto di Messina. Si divide nei tre gruppi dei Peloritani, dei Nebrodi e delle Madonie, arrivando fino alla valle del Torto, con l'altezza massima raggiunta dal Pizzo Carbonara, seconda cima della Sicilia dopo l'Etna. 

## Descrizione
L'Appennino siculo può essere considerato come l'ideale prosecuzione dell'Appennino calabro, condividendo con quest'ultimo caratteristiche simili, e quindi l'ultimo segmento degli Appennini.
Geologicamente, ciò che chiamiamo Appennino calabro e Monti Peloritani sono un'unica entità geologica diversa dall'orogenesi appenninica, derivando dal blocco sardo-corso (staccatosi dalla Francia circa 21 milioni di anni fa) e generando così la porzione di crosta oceanica più giovane del Mediterraneo, quella del Tirreno meridionale, il più attivo vulcanicamente, che ha almeno 2 milioni di anni.
I gruppi montuosi siciliani che solitamente vengono considerati parte dell'Appennino siculo sono quindi:
- I Monti Peloritani vanno dallo stretto di Messina Capo Peloro (o Punta del Faro) e seguono verso sud-ovest, fino ad incontrare i Monti Nebrodi. Il loro limite meridionale è segnato dall'Etna, entrambi separati dal fiume Alcantara. La cima più alta è Montagna Grande (1.374 m)
- I Monti Nebrodi vanno dal Monte Tre Fontane (1.140 m) e si dirigono verso ovest fino al Monte Castelli (1.566 m). La cima più alta è il Monte Soro (1.847 m).
- Le Madonie continuano ancora verso ovest. Si segnala la presenza del Pizzo Carbonara (1.979 m), che è la seconda vetta più alta della Sicilia dopo l'Etna (3.357 m); inoltre si ricordano il Monte San Salvatore (1.912 m), il Pizzo Antenna Grande (1.977 m), il Monte Mufara (1.865 m) e il Monte dei Cervi (1.794 m).

### Orografia

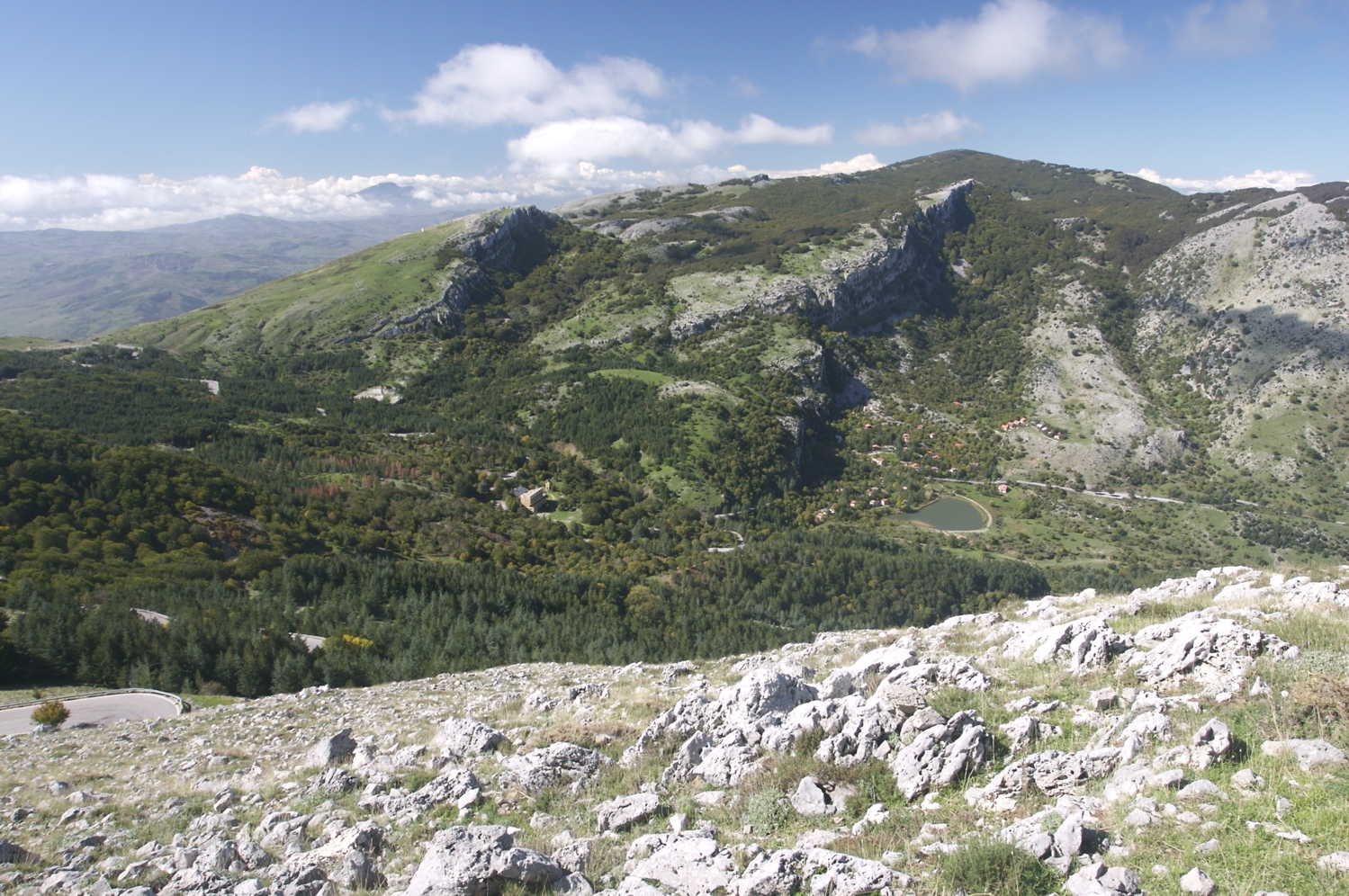
Pizzo Carbonara

A parte il vulcano Etna (3.357 m), che segna il punto più alto della Sicilia, nonché degli Appennini continentali, di seguito sono elencati i principali rilievi dell'isola che compongono l'Appennino siculo:
- Pizzo Carbonara - 1.979 m (Madonie)
- Pizzo Antenna Grande - 1.977 m (Madonie)
- Monte San Salvatore - 1.912 m (Madonie)
- Monte Mufara - 1.865 m (Madonie)
- Monte Soro - 1.847 m (Nebrodi)
- Monte dei Cervi - 1.794 m (Madonie)
- Serra del Re - 1.754 m (Nebrodi)
- Pizzo Fau - 1.686 m (Nebrodi)
- Pizzo degli Angeli - 1.623 m (Nebrodi)
- Monte Trearie - 1.609 m (Nebrodi)
- Monte Castelli - 1.566 m (Nebrodi)
- Monte Sambughetti - 1.558 m (Nebrodi)
- Monte Fanusi - 1.472 m (Madonie)
- Pizzo Canna - 1.429 m (Madonie)
- Pizzo Dipilo - 1.385 m (Madonie)
- Montagna Grande - 1.374 m (Peloritani)
- Rocca Novara - 1.340 m (Peloritani)
- Rocche del Crasto - 1.315 m (Nebrodi)
- Pizzo di Vernà - 1.287 m (Peloritani)
- Monte Scuderi - 1.253 m (Peloritani)

### Idrografia
Numerosi sono i corsi d'acqua che nascono dall'Appennino siculo, talvolta ricchi d'acqua in inverno, mentre in estate presentano i letti vuoti e secchi.
Principali fiumi per importanza da ovest verso est sono:
- Salso Himeras (nascendo a nord attraversa l'isola sino a sud ed è il fiume più lungo dell'isola).
- Simeto (principale fiume di Sicilia[6], colmo d'acqua tutto l'anno, possiede una foce protetta, ricca di flora e fauna, la Riserva naturale Oasi del Simeto).

## Parchi regionali
Sono aree protette con rigogliosa flora e ricca fauna:
- Parco dei Nebrodi, nelle città metropolitane di Messina e di Catania e nel libero consorzio comunale di Enna.
- Parco delle Madonie, nella città metropolitana di Palermo.